# Chiesa di Santa Maria Maddalena (Begliano)
La chiesa di Santa Maria Maddalena è la parrocchiale di Begliano, frazione del comune di San Canzian d'Isonzo, in provincia ed arcidiocesi di Gorizia; fa parte del decanato di Ronchi dei Legionari.

## Storia
La prima citazione di una chiesa a Begliano risale al XV secolo. L'attuale parrocchiale fu costruita nel XVIII secolo su progetto di Lorenzo Martinuzzi e consacrata il 18 giugno 1767 dall'arcivescovo di Udine Giovanni Girolamo Gradenigo. Il campanile venne eretto nel 1771 e, nell'Ottocento, furono eseguiti gli affreschi della cupola. Nel 1908 venne realizzata la cantoria, eseguita dai fratelli udinesi Filipponi, nel 1960 fu rifatta parte del tetto, tra il 1987 ed il 1988 e nel 2007 l'edificio venne completamente ristrutturato.